# Ністорешть (Горж)
Ністорешть, Ністорешті (рум. Nistorești) — село у повіті Горж в Румунії. Входить до складу комуни Алімпешть.
Село розташоване на відстані 194 км на північний захід від Бухареста, 41 км на схід від Тиргу-Жіу, 84 км на північ від Крайови.

## Географія
Селом протікає річка Олтец.

## Населення
За даними перепису населення 2002 року у селі проживали 276 осіб, усі — румуни. Усі жителі села рідною мовою назвали румунську.